# Cees Vervoorn

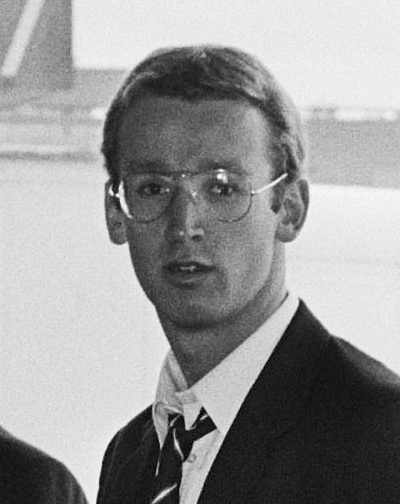
Cees Vervoorn in 1980

Cornelis ("Cees") Vervoorn (Den Haag, 11 april 1960) is een Nederlands zwemmer. 
Vervoorn is oud-olympisch zwemmer (1976, 1980 en 1984) en oud-olympisch coach (1984, 1988 en 1992). Hij was chef de mission van het Nederlands Paralympisch Team in 1996 en 2000.
Vervoorn is begonnen als zwemmer bij de AVZV in Voorburg en werd later lid van Zian in Den Haag. Momenteel is hij als Lector Topsport en Onderwijs werkzaam bij de Universiteit en Hogeschool van Amsterdam daarnaast is hij lid van de bestuursraad van AFC Ajax.
Tevens is hij trainer geweest bij DJK (De Jonge Kampioen) en de Dolfijn in Amsterdam.